# معادلة رينولد

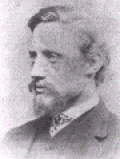
العالم أوبسورن رينولد صاحب المعادلة ومكتشفها

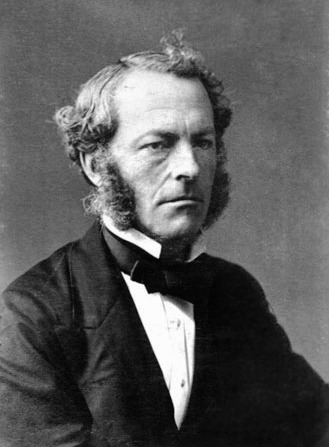
سير جورج ستوكس الذي قام بشرح عدد رينولد

معادلة رينولد هي معادلة تفاضلية جزئية تصف توزيع تأثير الضغط علي الطبقات الرقيقة للزوجة المائع الذي يتم دراسته مثل موائع التزييت.
ولا ينبغي الخلط بين المفاهيم المختلفة للمسيات المُلحق بها اسم رينولد مثل عدد رينولد أو معادلات نافييه ستوكس ورينولد المتوسطة حيث أنها كلها من كتابة العالم أوبسورن رينولد.
ومعادلة رينولد تم إيجادها للمرة الأولي في عام 1886 بواسطة العالم أوبسورن رينولد، ومعادلة رينولد الكلاسيكية يُمكن إستخدامها لوصف توزيع الضغط علي الطبقات الرقيقة للمائع خصوصًا في التزييت عندما يكون هناك جسمين صلبين يفصل بينهما فقط بطبقة رقيقة من المائع أو الغاز هنالك يتم استخدام المعادلة للتعبير عن توزيع الضغط الناشئ من الجسمين علي طبقة المائع.

## الاستخدام العام
معادلة رينولد العامة هي:
{\displaystyle {\frac {\partial }{\partial x}}\left({\frac {\rho h^{3}}{12\mu }}{\frac {\partial p}{\partial x}}\right)+{\frac {\partial }{\partial y}}\left({\frac {\rho h^{3}}{12\mu }}{\frac {\partial p}{\partial y}}\right)={\frac {\partial }{\partial x}}\left({\frac {\rho h\left(u_{a}+u_{b}\right)}{2}}\right)+{\frac {\partial }{\partial y}}\left({\frac {\rho h\left(v_{a}+v_{b}\right)}{2}}\right)+\rho \left(w_{a}-w_{b}\right)-\rho u_{a}{\frac {\partial h}{\partial x}}-\rho v_{a}{\frac {\partial h}{\partial y}}+h{\frac {\partial \rho }{\partial t}}}
حيث:
- {\displaystyle p} هو ضغط طبقة المائع.
- {\displaystyle x} و {\displaystyle y} a هي محاور عُمق وطول الطبقة.
- {\displaystyle z} هو محور سُمك طبقة المائع.
- {\displaystyle h} هو سمك طبقة المائع.
- {\displaystyle \mu } هو لزوجة المائع.
- {\displaystyle \rho } هي كثافة المائع.
- {\displaystyle u,v,w} هي سرعات الجسم المحيطة في إتجاهات {\displaystyle x,y,z} علي التوالي.
- {\displaystyle a,b} هي حروف لوصف الأجسام العلوية والسفلية علي التوالي.

ومن الممكن أن يتم استخدام المعادلة بوحدات متسقة مع بعضها أو بكميات لا بعدية.

## إشتراطات المعادلة
تفترض المعادلة أو تشترط أن يكون:
- أن يكون المائع المستخدم مائع نيوتوني.
- أن تكون قوي لزوجة المائع أكبر من قوي الجمود وهذا هو مفهوم عدد رينولد.
- إهمال القوي المتبادلة بين المائع والجسم.
- اختلاف قيم الضغط عبر طبقة المائع صغيرة جدًا لحد الإهمال(أي أن {\displaystyle {\frac {\partial p}{\partial z}}=0}).
- سُمك طبقة المائع أقل بكثير من العمق والطول ويتم إهمال المنحنيات (أي أن {\displaystyle h<<l} and {\displaystyle h<<w}).

وفي بعض الأحيان عندما يكون التحميل بسيطًا بين الجسم والمائع والظروف المحيطة بسيطة يمكن حل معادلة رينولد بالتحليل الرياضي، غير ذلك يمكن حلها عدديًا.
وغالبًا ما تحتوي طرق الحل علي طريقة التقطيع المجالي ومن ثم تطبيق الطرق المختلفة مثل طريقة العناصر المنتهية أو طريقة الحجم المنتهي أو طريقة الفرق المنتهي.

## إستنتاج معادلة رينولد من قوانين نافييه ستوكس
يمكن إيجاد الإستنتاج الكلي لمعادلة رينولد من معادلات نافييه-ستوكس في بعض الكتب المختلفة التي تتكلم عن التزييت.

## التطبيقات
تُستخدم معادلة رينولد لوصف أو وضع نموذج لتوزيع الضغط في العديد من التطبيقات المتلفة مثل:
- التحميل بين الأجسام بواسطة رمان البلي.
- التحميل بين الأجسام بواسطة الهواء.
- التحميل بين الأجسام باستخدام اللوح.
- طبقات الضغط في المخمدات المستخدمة في طائرات العنفة الغازية.
- المفصلات البشرية في الأذرع والمفاصل بين العظام.
- المزيتات بين التروس المختلفة.

## التعديلات علي معادلة رينولد
في عام 1978 قام العالم باتير والعالم تشينج بتقديم نموذج سريان متوسط فيه تعديلات علي معادلة رينولد حيث يتم الأخذ في الحسبان تأثيرات خشونة السطح بين الأسطح المتلامسة مع طبقة المائع.